# La Marie del porto
La Marie del porto è un romanzo di Georges Simenon, scritto nell'ottobre 1937 all'Hôtel de l'Europe, Port-en-Bessin-Huppain (nel Calvados). Uscì dapprincipio serializzato dal 15 gennaio al 6 febbraio 1938 in 23 puntate sul quotidiano "Le Jour" e poi fu pubblicato in volume nello stesso anno da Gallimard.
Simenon scrisse il romanzo pensando a una possibile realizzazione cinematografica e lo considerava uno dei suoi libri migliori.
Nel 1949 ne fu tratto il film La vergine scaltra, regia di Marcel Carné, scritto dal regista con la collaborazione di Louis Chavance e i dialoghi di Georges Ribemont-Dessaignes e Jacques Prévert, con protagonisti Jean Gabin, Nicole Courcel e Blanchette Brunoy.

## Trama
Jules Le Flem, pescatore di Port-en-Bessin, è appena morto. Il giorno del funerale, la famiglia è riunita. Anche Odile, la figlia maggiore, arriva da Cherbourg dove vive con l'amante Chatelard, proprietario d'un caffè e un cinema.  Chatelard s'innamora di Marie, la sorella minore di Odile, cameriera al Café de la Marine. Nel pomeriggio di quello stesso giorno, l'uomo acquista la barca d'un pescatore sfortunato, per avere il pretesto di tornare spesso a Port-en-Bessin, e soprattutto al Café de la Marine, per vedere Marie. Ma della giovane è innamorato anche Marcel, un ragazzo del luogo, che tenta di uccidere Chatelard, ma questi lo ferisce e successivamente, per mantenere segreta la vicenda, lo porta a casa sua, dove Odile se ne prende cura. Chatelard attira quindi Marie a Cherbourg con l'intenzione di farne la sua amante. Non solo non ottiene nulla, ma sorprende Odile tra le braccia di Marcel. Marie, in apparenza tranquilla e ingenua, tanto da essere definita "acqua cheta", si rivela determinata a migliorare le proprie condizioni di vita, e rende chiaro a Chatelard a quali condizioni potrà averla, ossia sposandola e facendole costruire la casa dei suoi sogni a Port-en-Bessin. Spiazzato, lui esperto e maturo, dalla determinazione della ragazza, Chatelard accetta. Quanto a Odile, andrà a Parigi.

## Edizioni italiane
- Maria del porto, trad. di Giorgio Monicelli, Collana Biblioteca Moderna n.88, Milano, Arnoldo Mondadori Editore, Milano, 1949.
- La Marie del porto, trad. di Gabriella Luzzani, Collana Biblioteca Adelphi n.257, Milano, Adephi, 1992, ISBN 978-88-459-0926-9.